# 122 mm haubica wz. 1909/37
122 mm haubica wz. 1909/37 (ros. 122-мм гаубица образца 1909/37 года) – radziecka haubica, modernizacja działa opracowanego w 1909 roku przez niemiecką firmę Krupp.

## Historia
Haubica wz. 1909 była używana na szeroką skalę przez armię carską podczas I wojny światowej. Po jej zakończeniu była używana przez oddziały walczące w toczącej się na terenie Rosji wojnie domowej. Znalazła się także na uzbrojeniu armii fińskiej.
W 1936 roku Armia Czerwona miała na uzbrojeniu 920 haubic wz. 1909. W 1937 roku w fabryce w Permie rozpoczęto modernizację haubic wz. 1909. Zmodernizowane haubice miały balistykę identyczną jak 122 mm haubice wz. 1910/30. Ujednolicenie balistyki osiągnięto poprzez powiększenie objętości komory nabojowej. Zwiększenie maksymalnego ładunku miotającego wymusiło zastosowanie nowego celownika i wzmocnienie łoża. Zmodernizowanych 122 mm haubic wz. 1909/37 powstało 800-900 szt.
Haubica wz. 1909/37 miała krótką lufę i była przeznaczona głównie do strzelania torami stromymi, przy kącie podniesienia lufy od +20° do +43°. Amunicja rozdzielnego ładowania, stosowano 6 ładunków miotających różniących się masą. Zamek klinowy o poziomym ruchu klina. Opornik hydrauliczny, powrotnik sprężynowy. Łoże jednoogonowe, na drewnianych kołach. Zawieszenie nieresorowane. Trakcja ośmiokonna.
Haubice wz. 1909/37 były używane podczas wojny zimowej. Kilka z nich zostało zdobytych przez wojska fińskie (kolejne 21 znalazło się w rękach fińskich podczas wojny kontynuacyjnej). Otrzymały one fińskie oznaczenie 122 H/09-30. Finowie zdecydowali się także na przeprowadzenie identycznej modernizacji posiadanych haubic wz. 1909 (zmodernizowane działa otrzymały nazwę 122 H/09-40).
W 1941 roku Armia Czerwona posiadała 800–900 haubic wz. 1909/37. W początkowym okresie walk znaczna ich część dostała się w ręce niemieckie i była używana pod oznaczeniem 12.2 cm le.F.H.386(r).
W chwili wybuchu wojny radziecko-niemieckiej haubica wz. 1909/37 była konstrukcja przestarzałą. Przestarzałe zawieszenie uniemożliwiało trakcję mechaniczną, a jednoogonowe łoże powodowało, że kąt ostrzału w poziomie był niewielki, co utrudniało zwalczanie celów ruchomych ogniem na wprost. Niska była także donośność, mniejsza o 1800 m od donośności pocisków wystrzeliwanych z niemieckiej 10,5 cm le.F.H.18. Do zalet działa należała niewielka masa, solidna konstrukcja i duża skuteczność pocisków kalibru 122 mm. Pomimo dostaw nowoczesnych 122 mm haubic wz. 1938 haubice wz. 1909/37 były używane do końca wojny.

### Amunicja
| Amunicja                                                 |         |                  |                                |                                                         |                         |
| Rodzaj                                                   | Wzór    | Masa pocisku, kg | Masa materiału wybuchowego, kg | Prędkość początkowa, m/s (maksymalny ładunek miotający) | Donośność maksymalna, м |
| Amunicja przeciwpancerna                                 |         |                  |                                |                                                         |                         |
| przeciwpancerny kumulacyjny (na uzbrojeniu od 1943 roku) | BP-460A | ?                | ?                              | ?                                                       | ?                       |
| amunicja odłamkowa, burząca i odłamkowo-burząca          |         |                  |                                |                                                         |                         |
| odłamkowo-burzący                                        | OF-462  | 21,76            | 3,67                           | 364                                                     | 8910                    |
| odłamkowy                                                | O-462A  | 21,7             | ?                              | 364                                                     | 8910                    |
| odłamkowy                                                | О-460А  | ?                | ?                              | ?                                                       | ?                       |
| burzący                                                  | F-460   | ?                | ?                              | 344                                                     | 7550                    |
| burzący                                                  | F-460   | ?                | ?                              | 344                                                     | 7550                    |
| burzący                                                  | F-460N  | ?                | ?                              | 344                                                     | 7550                    |
| burzący                                                  | F-460U  | ?                | ?                              | 344                                                     | 7550                    |
| burzący                                                  | F-460K  | ?                | ?                              | 344                                                     | 7550                    |
| szrapnel                                                 | Sz-460  | ?                | ?                              | 343                                                     | 7230                    |
| szrapnel                                                 | Sz-460T | ?                | ?                              | 342                                                     | 7240                    |
| Amunicja oświetlająca                                    |         |                  |                                |                                                         |                         |
| oświetlający                                             | S-462   | ?                | ?                              | 340                                                     | 6800                    |
| Amunicja propagandowa                                    |         |                  |                                |                                                         |                         |
| propagandowy                                             | А-462   | ?                | ?                              | 364                                                     | 7000                    |
| Amunicja dymna                                           |         |                  |                                |                                                         |                         |
| dymny                                                    | D-462   | ?                | ?                              | 364                                                     | 8910                    |
| dymny                                                    | D-462A  | ?                | ?                              | ?                                                       | ?                       |
| Amunicja chemiczna                                       |         |                  |                                |                                                         |                         |
| odłamkowo-chemiczny                                      | OCh-462 | ?                | ?                              | 364                                                     | 8950                    |
| chemiczny                                                | Ch-462  | 21,8             | ?                              | 366                                                     | 8477                    |
| chemiczny                                                | Ch-460  | ?                | ?                              | 358                                                     | 7700                    |